# Gordon Gould
Gordon Gould (17 de julio de 1920 – 16 de septiembre de 2005) fue un físico estadounidense al que se le atribuye la invención del láser.
Conocido por una disputa con la oficina de patentes y marcas registradas de Estados Unidos, para obtener patentes para el láser y otras tecnologías relacionadas con el mismo, cuya contienda duró unos 30 años. De igual manera se querelló contra los fabricantes de láser para hacer cumplir las patentes que consiguió posteriormente. 

## Biografía

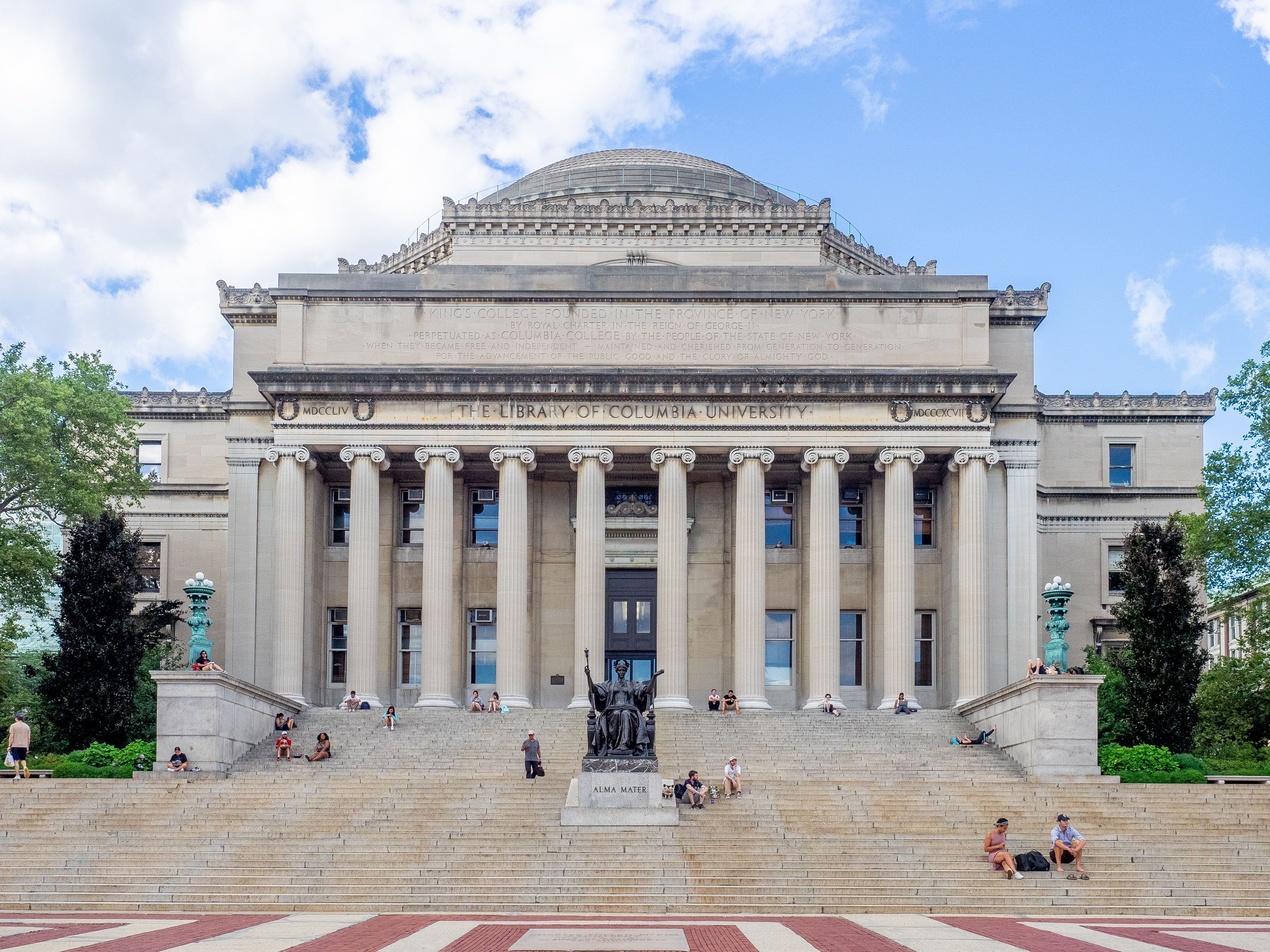
Biblioteca de la Universidad de Columbia.

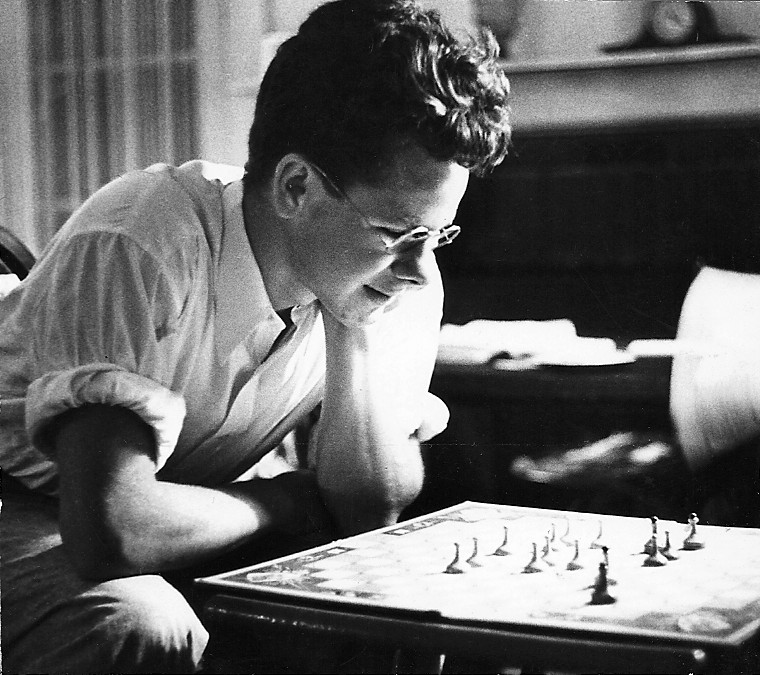
Gordon Gould en 1940.

Nacido en Nueva York, Gould era el mayor de tres hermanos. Sus padres eran activos metodistas de la iglesia, pero él mismo se reconocía como ateo. Su padre fue el editor fundador de Scholastic Magazine Publications en Nueva York. Creció en Scarsdale, un pequeño suburbio de Nueva York, y asistió a la Scarsdale High School. Obtuvo una licenciatura en física en el Union College, donde se convirtió en miembro de la fraternidad Sigma Chi, y un máster en la Universidad de Yale, especializándose en óptica y espectroscopia.Entre marzo de 1944 y enero de 1945 trabajó en el Proyecto Manhattan, pero fue despedido debido a sus actividades como miembro de la Partido Comunista.  En 1949 Gould asistió a la Universidad de Columbia para realizar un doctorado en espectroscopia óptica y espectroscopia de microondas. Su supervisor de doctorado fue el premio Nobel Polykarp Kusch, quien guio a Gould para que desarrollara su experiencia en la entonces nueva técnica del bombeo óptico.  En 1956, Gould propuso el uso del bombeo óptico para estimular un máser, cuya idea fue deliberada con su inventor, el premio Nobel Charles Townes, profesor en la Universidad de Columbia. Townes asesoró a Gould en la obtención de una patente, y acordó ser su testigo.

## Invención del láser
Ya en 1957, varios científicos entre los que se incluía Townes canalizaron sus esfuerzos en buscar un modo de lograr la amplificación máser del espectro visible. En noviembre de ese año, Gould se dio cuenta de la posibilidad de fabricar un resonador óptico eficiente, al disponer de dos espejos en forma de un interferómetro Fabry-Pérot. A diferencia de otros diseños que se habían sugerido, esta propuesta de llevarse a cabo, ocasionaría una emisión intensa, coherente. Siendo que las caras de la oquedad no precisarían ser reflectantes, el medio de ganancia podría ser fácilmente bombeado para lograr la inversión de población necesaria. Gould también sugirió el bombeo del medio a través de colisiones a nivel atómico, y anticipó varias de las aplicaciones potenciales que podría tener semejante ingenio. 
Gould anotó su análisis y propuso algunas aplicaciones en su libreta de laboratorio bajo el encabezamiento “Cálculos aproximados sobre la viabilidad de un LASER: Amplificación de Luz por Emisión Estimulada de Radiación” (Light Amplification by Stimulated Emission of Radiation) —el primer empleo que se registra de este acrónimo. El cuaderno de Gould fue el primer manual para la construcción de un láser viable, y considerando lo que tenía entre manos lo llevó a una notaría para tener su trabajo certificado ante notario. Arthur Leonard Schawlow y Charles Townes descubrieron al margen de Gould la importancia del filtro de Faby-Pérot—unos tres meses más tarde—y denominaron al artefacto resultante un “máser óptico”. El dispositivo recibió en un principio el término dado por Gould en una conferencia en 1959, y fue adoptado a pesar de la negativa por parte de Schawlow y sus colegas.
Ansioso por conseguir una patente para su invención, y creyendo erróneamente para hacer esto que requería la construcción de un láser funcional, Gould abandonó Columbia sin completar su doctorado y se unió a una compañía de investigación privada, TRG (siglas en inglés de Technical Research Group). Persuadió a su nuevo patrón para que financiase sus investigaciones, de modo que obtuvieron fondos para el proyecto de parte de la Agencia de Proyectos de Investigación Avanzada, irónicamente con apoyo de Charles Townes. Desafortunadamente para Gould, el gobierno clasificó el proyecto como reservado, lo que significaba que se requería una autorización para trabajar en él. Gould fue incapaz de obtenerla a causa de su participación en el Partido Comunista. Aunque su trabajo continuó en TRG, no tuvo la facultad de contribuir al proyecto ni de materializar sus ideas. Debido a la imposibilidad de cooperación por parte de Gould, TRG perdió la carrera por alcanzar la construcción de un láser funcional, que sí conquistó Theodore Maiman en el Hughes Research Laboratories (Laboratorios de investigación Hughes).

## Batalla de patentes

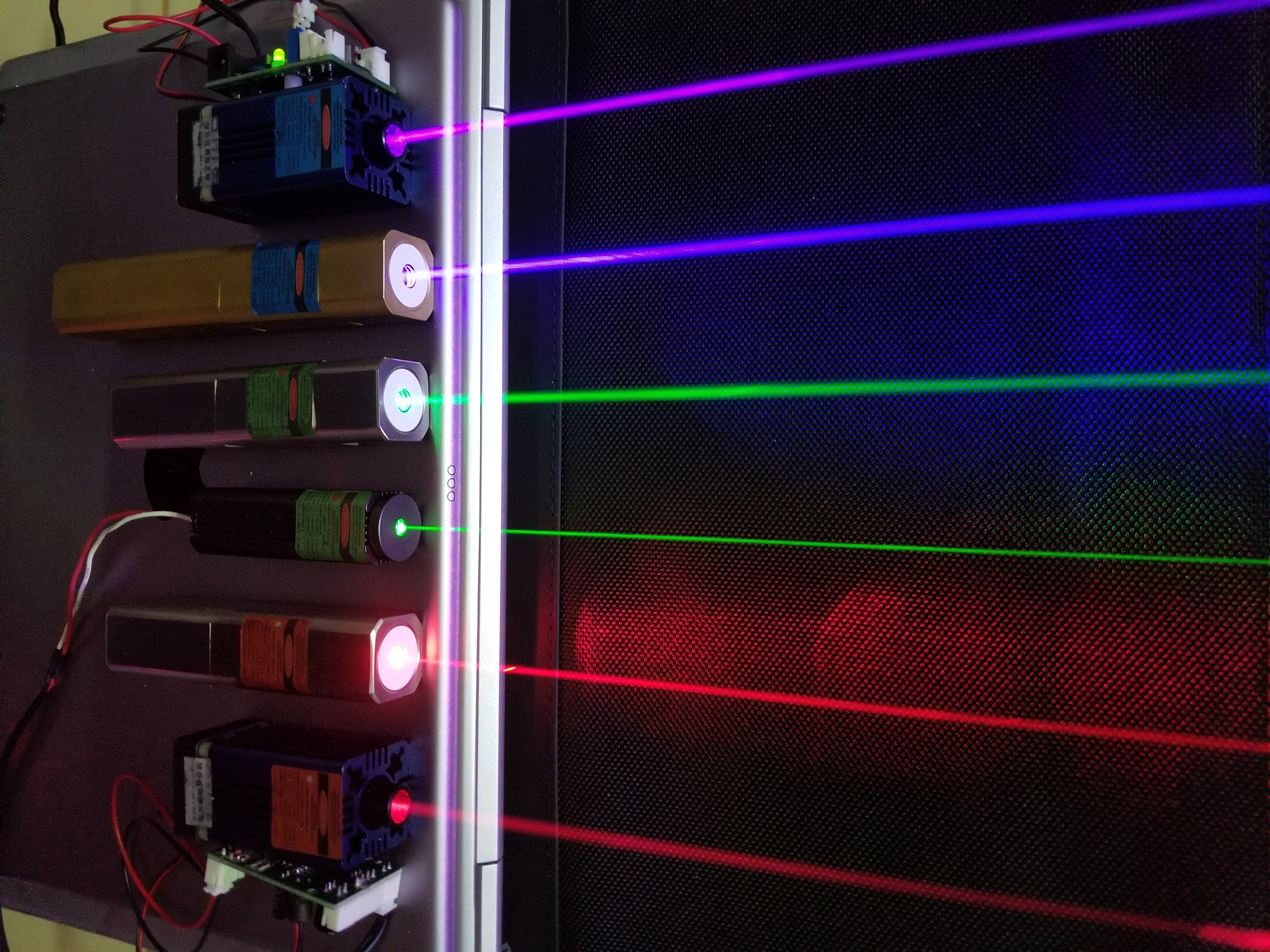
Punteros láser. Láseres rojos: 635 nm, 660 nm. Láseres verdes: 520 nm, 532 nm. Láseres azules: 405 nm, 445 nm.

Mientras tanto, Gould y TRG comenzaron a solicitar patentes sobre las tecnologías desarrolladas. El primer par de aplicaciones, ambas solicitadas en abril de 1959, incluían láseres basados tanto en resonadores ópticos Fabry-Pérot como bombeos ópticos, siendo éstos bombeados por colisiones en descarga gaseosa (como en láseres de neón-helio), amplificadores ópticos, conmutación Q, heterodino óptico, el empleo de cristales del ángulo de Brewster mediante control de polarización, y aplicaciones que incluían equipamiento para desencadenar reacciones químicas, medidores de distancia, comunicaciones y LIDAR. Schawlow y Townes también solicitaron una patente para el láser, la cual fue concedida en marzo de 1960. Gould y TRG iniciaron una demanda  basada en el precedente creado en su cuaderno certificado ante notario en 1957. Mientras se disputaba esta demanda en los tribunales y la Oficina de Patentes, otras aplicaciones con tecnologías láser específicas se solicitaron por los Laboratorios Bell, Hughes Research Laboratories y Westinghouse entre otros. Gould perdió finalmente la batalla por la patente del láser, principalmente porque su cuaderno no explicaba de forma rotunda que las paredes laterales del medio láser habían de ser transparentes, aunque planeó el bombeo óptico de la ganancia media a través de ellas, y estimó la pérdida de la luz mediante las paredes laterales como causa de la difracción. En cualquier caso, se levantaron sospechas sobre si el cuaderno de Gould hubiera sido suficiente para proporcionar la información técnica necesaria para fabricar un láser, dado que TRG fue incapaz de realizarlo. A Gould se le concedió una serie de patentes en otros países, sin embargo, mantuvo sus demandas sobre patentes en tecnologías láser específicas durante mucho tiempo después en Estados Unidos.

## Otras batallas de patentes y aplicación de las patentes concedidas
Poco después de fundar la empresa Optelecom, Gould y sus abogados cambiaron el enfoque de su batalla de patentes. Habiendo perdido muchos casos judiciales sobre el láser en sí, y quedándose sin opciones de apelación, se dieron cuenta de que muchas de las dificultades podrían evitarse centrándose en su lugar en el amplificador óptico, un componente esencial de cualquier láser. La nueva estrategia funcionó, y en 1977 se concedió a Gould la Patente estadounidense 4053845, que cubría los amplificadores láser bombeados ópticamente. La industria del láser, que para entonces había alcanzado unas ventas anuales de unos 400 millones de dólares, se rebeló contra el pago de royalties por la licencia de la tecnología que llevaban años utilizando, y luchó en los tribunales para evitar el pago.
La protesta de la industria hizo que la oficina de patentes se retrasara en la concesión de otras patentes pendientes de Gould, lo que dio lugar a más apelaciones y modificaciones de las patentes pendientes. A pesar de ello, en 1979 se concedió a Gould la Patente estadounidense 4161436, que abarcaba diversas aplicaciones del láser, como el calentamiento y la vaporización de materiales, la soldadura, el taladrado, el corte, la medición de distancias, los sistemas de comunicación, la televisión, las fotocopiadoras láser y otras aplicaciones fotoquímicas, y la fusión láser. A pesar de ello, a Gould se le concedió la Patente estadounidense 4161436 en 1979, cubriendo una variedad de aplicaciones láser, incluyendo calentamiento y vaporización de materiales, sodadura láser, taladrado, corte, medición de distancias, sistemas de comunicación, televisión, fotocopiadoreas láser y otras aplicaciones fotoquímicas, y fusión láser.  La industria respondió con demandas para evitar pagar también la licencia de esta patente. También en 1979, Gould y sus patrocinadores fundaron la empresa Patlex, para mantener los derechos de patente y gestionar la concesión de licencias y su aplicación.
Las batallas legales continuaron, ya que la industria del láser intentó no sólo evitar que la Oficina de Patentes emitiera las patentes restantes de Gould, sino también que se revocaran las ya emitidas. Gould y su empresa se vieron obligados a luchar tanto en los tribunales como en los procedimientos de revisión de la Oficina de Patentes. Según Gould y sus abogados, la Oficina parecía decidida a impedir que Gould obtuviera más patentes y a anular las dos que le habían concedido. Finalmente, las cosas empezaron a cambiar en 1985. Tras años de proceso legal, el Tribunal Federal de Washington D. C. ordenó a la Oficina de Patentes que expidiera la patente de Gould sobre amplificadores láser bombeados colisionalmente. La Oficina de Patentes apeló, pero finalmente se vio obligada a expedir la Patente estadounidense 4704583, y a abandonar sus intentos de anular las patentes de Gould expedidas anteriormente. La patente de la ventana angular de Brewster se expidió posteriormente como Patente estadounidense 4746201.
El fin de la acción de la Oficina de Patentes liberó a Gould para seguir adelante con sus demandas. Finalmente, en 1987, Patlex Corp. (La empresa de Gould) obtuvo su primera victoria decisiva, contra Control Laser Corporation, un fabricante de láseres. En lugar de arruinarse por los daños y la falta de una licencia para la tecnología, la junta de Control Laser traspasó la propiedad de la empresa a Patlex en un acuerdo. Otros fabricantes y usuarios de láser acordaron rápidamente resolver sus casos y obtener licencias de Patlex en los términos de Patlex.

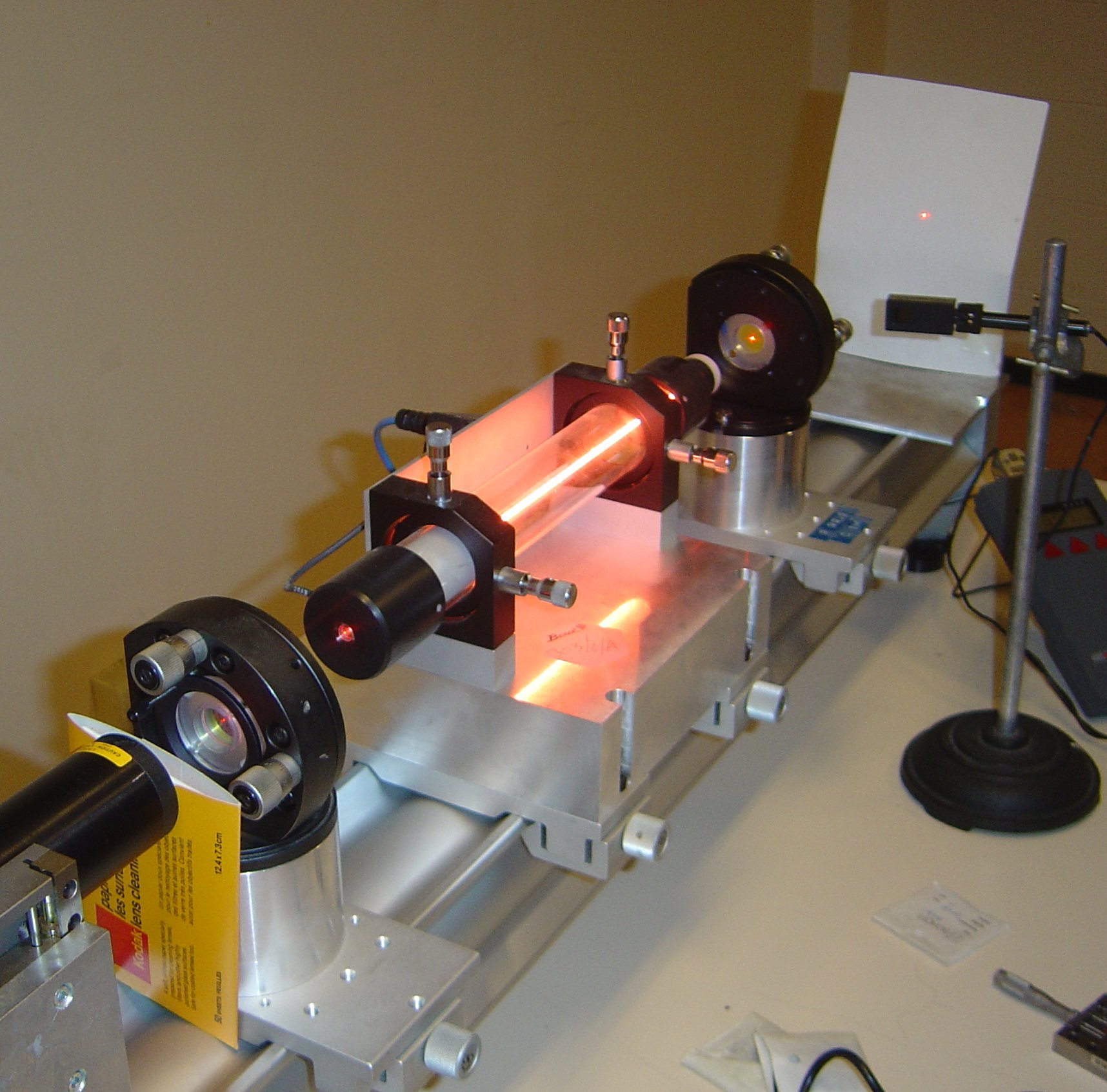
Laser de Helio-Neón.

Los treinta años de guerra de patentes que necesitó Gould para hacerse con los derechos de sus inventos se conocieron como una de las batallas de patentes más importantes de la historia. Al final, Gould obtuvo cuarenta y ocho patentes, siendo las más importantes las de bombeo óptico, bombeo colisional y aplicaciones. Entre ellas, estas tecnologías cubrían la mayoría de los láseres utilizados en la época. Por ejemplo, el primer láser operativo, un láser de rubí, fue bombeado ópticamente; el láser de helio-neón es bombeado por descarga de gas.
El retraso -y la posterior difusión de los láseres en muchos ámbitos tecnológicos- hizo que las patentes fueran mucho más valiosas que si Gould hubiera ganado inicialmente. A pesar de que Gould había renunciado al ochenta por ciento de las ganancias para financiar sus costes judiciales, ganó varios millones de dólares.
«Pensé que tenía derecho legítimo a la idea de fabricar un amplificador láser», dijo William R. Bennett, miembro del equipo que construyó el primer láser de disparo continuo. «Pudo cobrar derechos de autor a otras personas que fabricaban láseres, incluido yo«.»

## Últimos años
La controversia sobre la autenticidad de la invención del láser por parte de Gould, intensificada por las reivindicaciones de Townes y Schawlow, le persiguió toda su vida. En 1991 se le seleccionó como miembro del Salón de la Fama de la Fundación Nacional de Inventores (National Inventors Hall of Fame) norteamericana. En su discurso de aceptación declaró: “Creo que es importante ser autocrítico. Tienen que descartar todos los atributos de una idea que no va a funcionar, o renunciar a toda una idea en favor de otra. Tienen que estar entusiasmados para ir experimentando cosas, aunque no funcionen”.
Gould murió el 16 de septiembre de 2005.